# 젯스타 항공
젯스타 항공(영어: Jetstar Airways Pty Ltd)은 2004년 5월 25일 영업을 시작하여 오스트레일리아 국내선, 뉴질랜드 국내선 및 아시아와 태평양 지역 주요 도시의 국제선을 운항하는 오스트레일리아의 콴타스 항공과 싱가포르인이 합작 투자한 저비용 항공사로 2010년 초반에 말레이시아의 저비용 항공사인 에어아시아와 제휴를 맺었다. 이는 저비용 항공사 중에서 최초로 제휴한 것이다.

## 운항 노선
- 2022년 11월 현재 오스트레일리아, 뉴질랜드 (국내선 포함) 및 아시아 노선을 운항한다.

## 보유 기종
- 2019년 10월 기준 젯스타 항공은 다음과 같은 기종을 보유하고 있으며 평균 기령은 4.6년이다.[2]

## 사건 및 사고
- 2009년 6월 11일 승객 및 승무원 203명 태운 젯스타 항공 에어버스 A330-200 항공기의 조종석 화재 사고로 앤토니오 B. 원 팻 국제공항에 비상 착륙했다. 원래 노선은 일본을 이륙해서 오스트레일리아까지 가던 도중이였다.[10]
- 2009년 10월 27일 승객 170명을 태운 젯스타 항공 여객기가 브리즈번 공항에서 출발해 뉴캐슬 공항 착륙 직후 엔진에 화재가 났으나 전원 생존했다.[11]

## 기내 서비스
- 음료수를 포함한 모든 기내 서비스는 유료로 제공되고 있다.

## 수상 내역
- 2007년 세계 최고 저비용 항공사 1위 (SKYTRAX)[12]
- 2007년 오스트레일리아, 태평양 지역 저비용 항공사 1위 (SKYTRAX)

## 같이 보기
- 버진 오스트레일리아 - 경쟁사
- 콴타스 항공 - 모회사
- 에어아시아 - 제휴 회사[1]
- 제트스타 재팬

## 사진

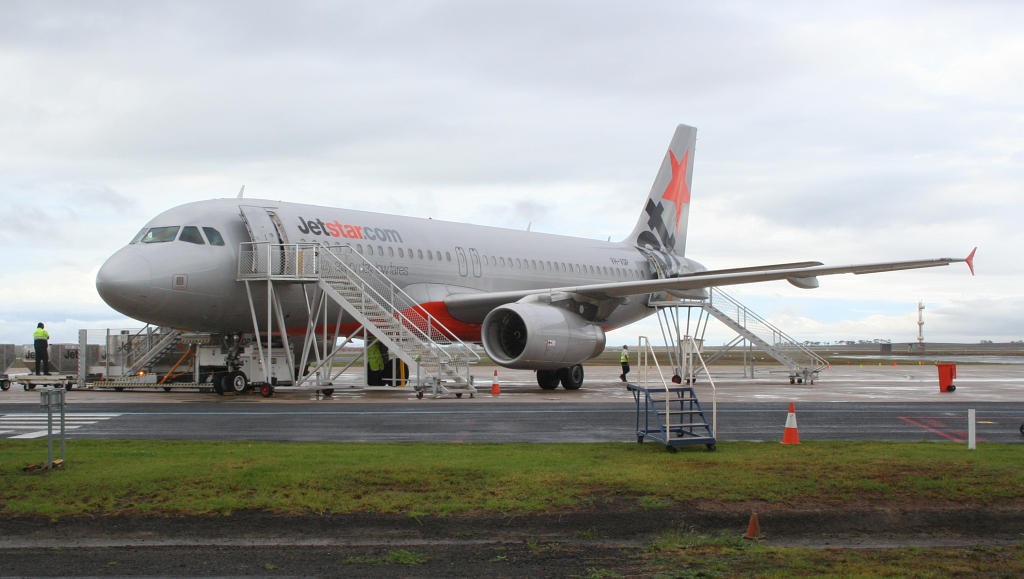
젯스타 항공의 에어버스 A320-200
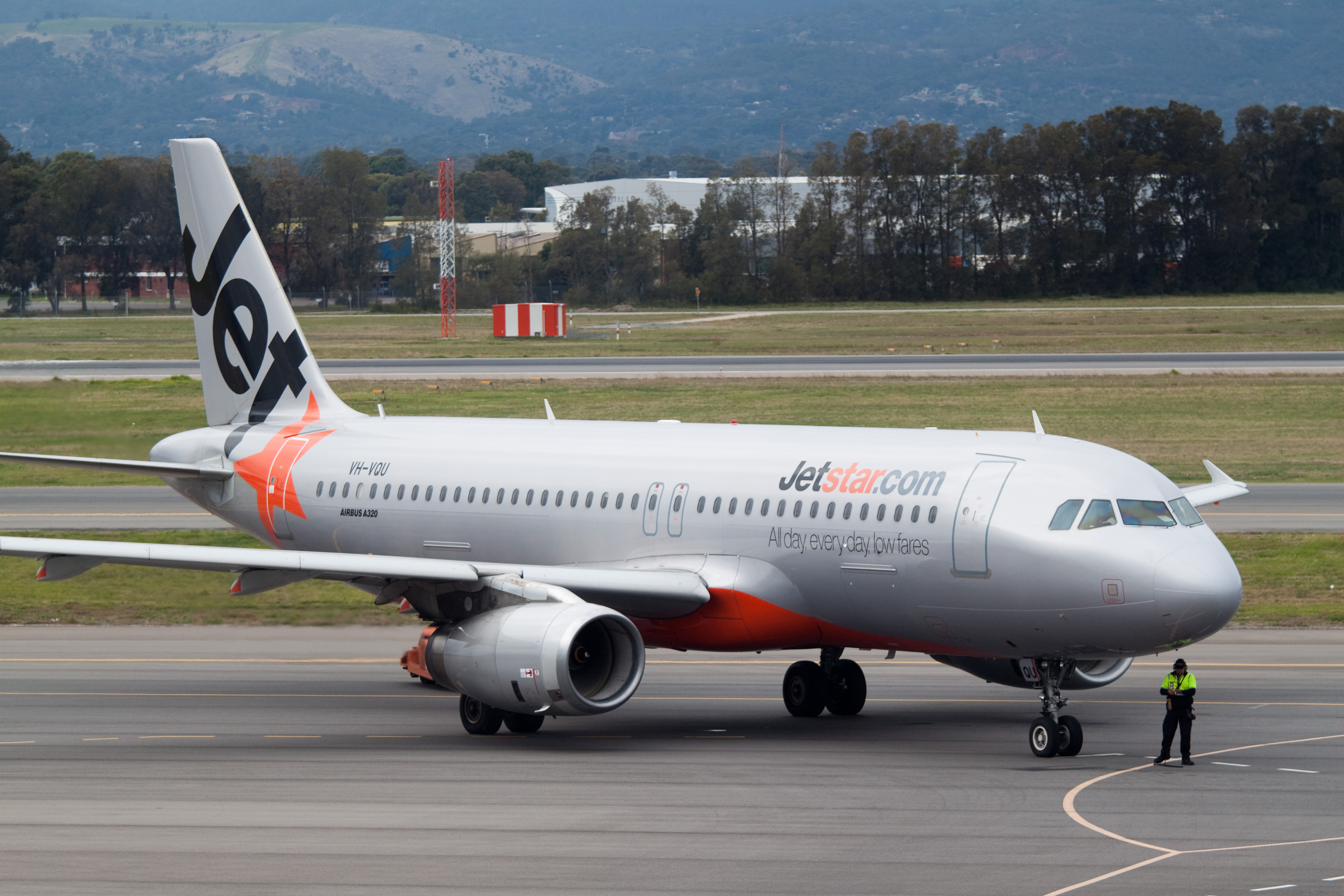
젯스타 항공의 에어버스 A320-200
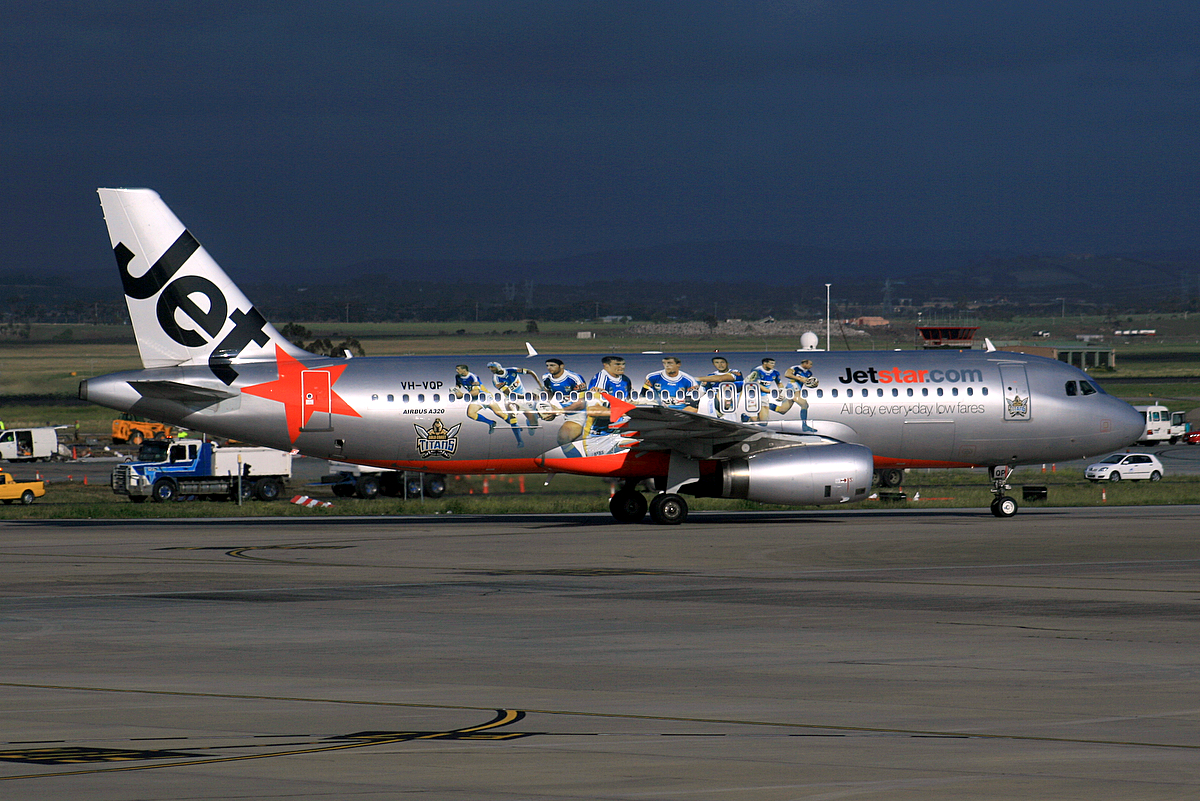
젯스타 항공의 에어버스 A320-200
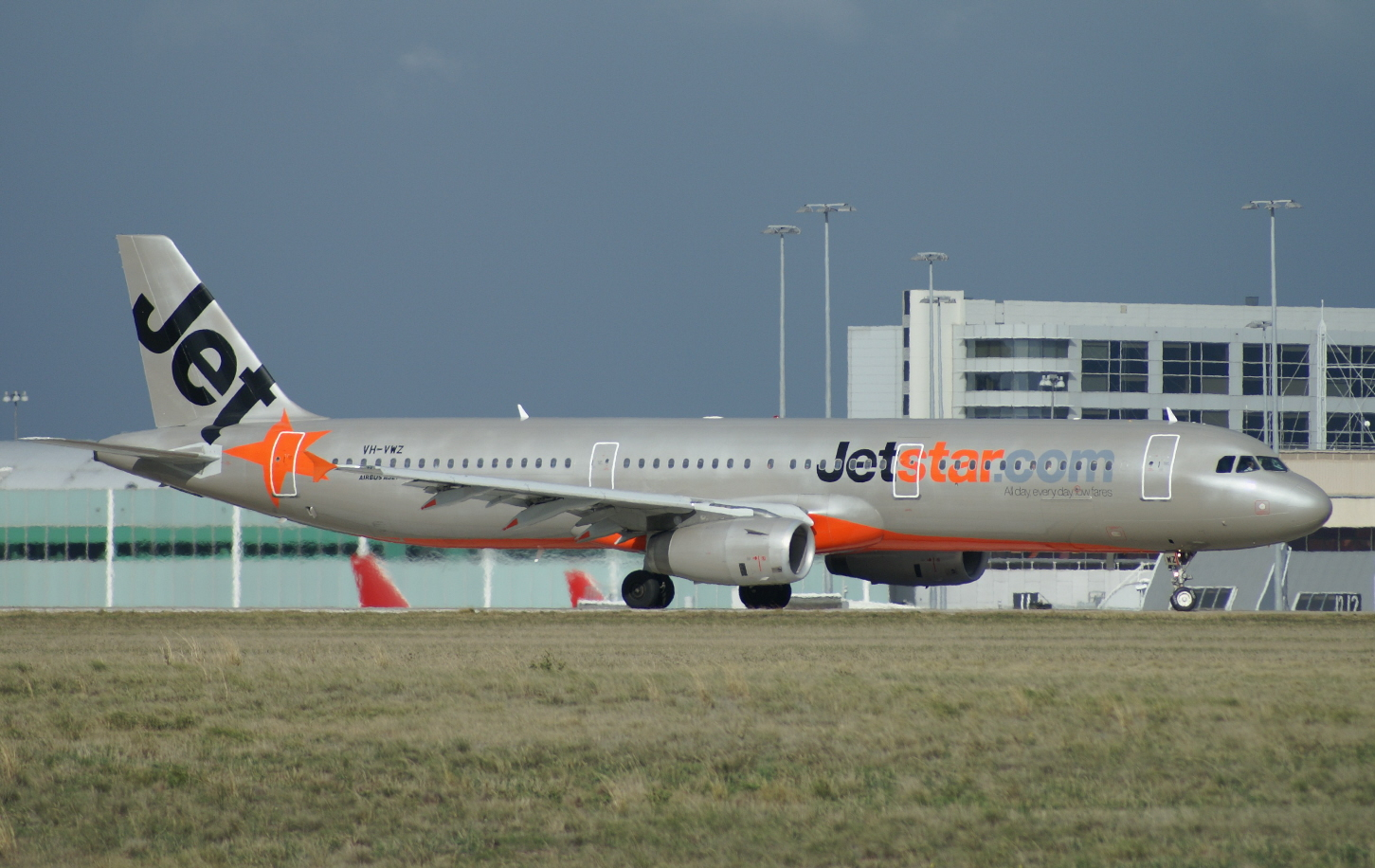
젯스타 항공의 에어버스 A321-200
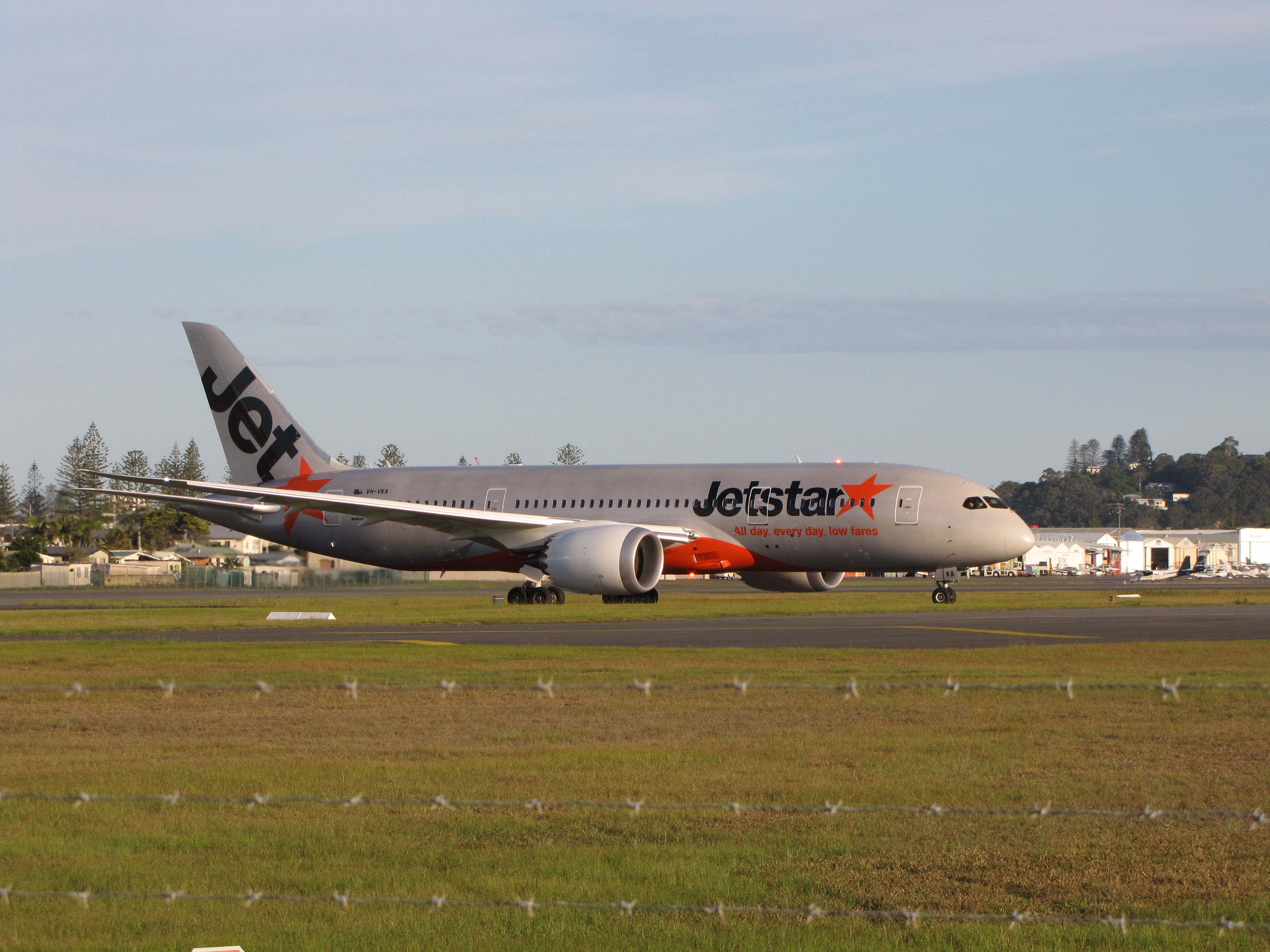
젯스타 항공의 보잉 787-8